# Rua do Doutor Alberto Souto (Aradas)
A Rua do Doutor Alberto Souto (não confundir com a rua com o mesmo nome, em Vera Cruz) é uma rua existente em Aradas (Aveiro), Portugal. É notória por ligar o Largo Acácio Rosa, onde se situa a sede da Junta de Freguesia, ao Arquivo Distrital de Aveiro.
Esta artéria rodoviária foi nomeada em honra do aveirense Alberto Souto (1888—1961), antigo presidente da Câmara Municipal e diretor do museu da cidade, bem como deputado da Assembleia Nacional Constituinte de 1911.